# Área micropolitana de Statesville-Mooresville
El área micropolitana de Statesville-Mooresville,  y oficialmente como Área Estadística Micropolitana de Statesville-Mooresville, NC µSA  por la Oficina de Administración y Presupuesto, es un Área Estadística Micropolitana centrada en las ciudades de Mooresville y Statesville en el estado estadounidense de Carolina del Norte. El área micropolitana tenía una población en el Censo de 2010 de 162.878 habitantes, convirtiéndola en la 9.º área metropolitana más poblada de los Estados Unidos. El área micropolitana de Statesville-Mooresville comprende el condado de Iredell, siendo Mooresville la ciudad más poblada.

## Composición del área micropolitana
- Harmony
- Love Valley
- Mooresville
- Statesville
- Troutman
- Davidson